# Isabel Clarisa Millán García
Isabel Clarisa Millán García (Calatayud, 18 de febrero de 1910-Madrid, 14 de junio de 1990) fue una arqueóloga y conservadora de museos española.

## Biografía
Nació el 18 de febrero de 1910 en Calatayud (Zaragoza). Estudió el bachillerato en el Instituto San Isidro de Madrid, dónde en octubre de 1931 recibió el Premio Fundación del Instituto San Isidro.Posteriormente cursó la carrera de Filosofía y Letras en la Universidad Central de Madrid, la cual terminó en 1936.
Como estudiante en la Facultad de Filosofía y Letras de la Universidad Central de Madrid participó en el crucero universitario por el Mediterráneo de 1933, promovido por el ministro Fernando de los Ríos, a bordo del vapor Ciudad de Cádiz, junto a cerca de doscientos alumnos y profesores. Esta pionera expedición en el ámbito científico y académico partió de Barcelona en junio y visitó los lugares más emblemáticos de la cultura antigua del Mediterráneo, recorriendo Túnez, Malta, Egipto, Palestina, Tierra Santa, Turquía, Grecia, Italia y Mallorca.
Tras licenciarse inició la docencia en el Instituto Carreño Miranda, de Avilés, formando parte del primer claustro de este centro tras el proceso depurador llevado a cabo por el nuevo régimen franquista.
En 1940 comenzó a colaborar estrechamente con el arqueólogo Julio Martínez Santa-Olalla en la Comisaría General de Excavaciones Arqueológicas, creada el 9 de marzo de 1939. En la Facultad de Filosofía y Letras de la Universidad de Madrid fue ayudante de las cátedras de Numismática y Epigrafía y en la de Historia del Arte, alcanzando el máximo reconocimiento como ayudante preparadora de Excursiones Científicas.
El 12 de mayo de 1942 Millán aprobó la oposición e ingresó en el Cuerpo Facultativo de Archiveros, Bibliotecarios y Arqueólogos, siendo destinada de forma provisional al Museo Arqueológico Nacional (MAN) de Madrid el 4 de junio. Por Orden Ministerial del 3 de noviembre fue trasladada al Museo Arqueológico de Soria donde ejerció brevemente como directora, ya que regresó por concurso de traslado nuevamente al Museo Arqueológico Nacional en julio de 1942, donde trabajó durante más de treinta y cinco años.
Durante este tiempo trabajó principalmente en la Sección de Numismática del MAN, de la que fue jefa desde el 3 de marzo de 1949, labor que compaginaba con sus trabajos en la Sección de Edad Antigua. En 1952 trabajó en el Servicio Nacional de Información Documental y Bibliográfica durante los años 1952 a 1954 en comisión de servicios.
En el museo sus funciones consistieron en investigar, catalogar,instalar y exponer los fondos en las secciones de Numismática y Sección Antigua (Roma), la elaboración de guías y la atención a los investigadores.
Participó en numerosas reuniones y congresos internacionales como el Congreso Internacional de Prehistoria y Protohistoria, celebrado en Florencia en 1950, el de Numismática en Roma en 1961 y el de Ciencias Antropológicas y Etnológicas de Moscú en 1964.
El congreso celebrado en Florencia coincidió con los arqueólogos Pedro Bosch Gimpera, exiliado en México desde 1941, Luis Pericot García y Emeterio Cuadrado. En este evento, Bosch Gimpera le pidió mediar, junto con Luis Pericot, ante las autoridades franquistas para que Josefina García Díaz, su esposa, pudiera visitar a su madre en España. Las gestiones, realizadas por Julio Martínez Santa-Olalla, parecieron dar su fruto, aunque se vieron truncadas por los diversos obstáculos administrativos que sirvieron de pretexto al régimen para impedir la visita. Millán medió de nuevo, junto a Emeterio Cuadrado, esta vez ante el almirante falangista Bastarreche.
En 1977, por concurso de méritos, se marcha del Museo Arqueológico Nacional y consigue el traslado al Museo de Reproducciones Artísticas de Madrid.
Falleció en Madrid el 14 de junio de 1990.